# Macoui

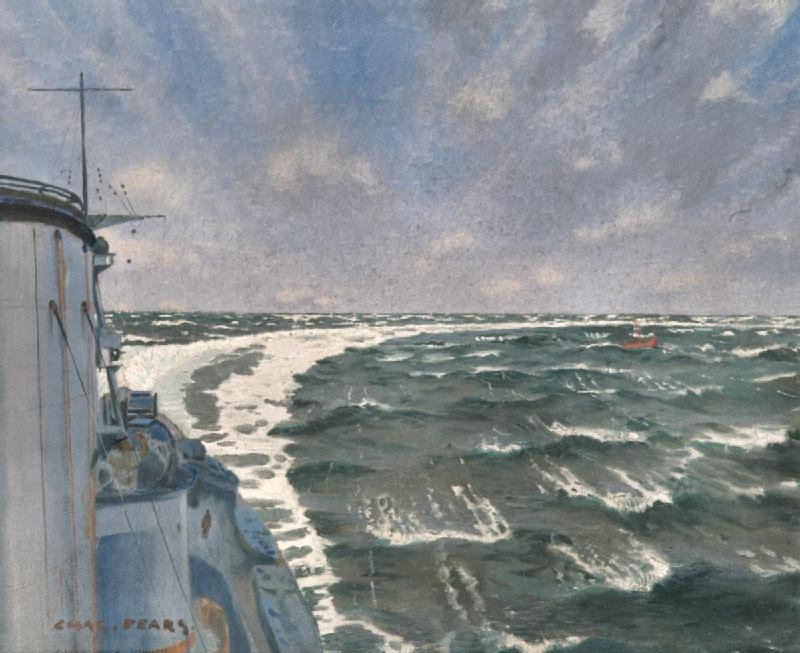
Sillage représenté par le peintre Charles Pears dans The Wake. HMS Courageous at Top Speed, 1918

Le macoui est un long serpent imaginaire qui, propre à chaque bateau, est matérialisé par son sillage. Selon la tradition en vigueur notamment dans le Sud de la France, il convient de couper le macoui si on souhaite rebaptiser un bateau, pour éviter que le nouveau macoui (invoqué par le nouveau nom) n'entre en concurrence avec l'ancien. Ne pas couper le macoui en cas de renommage d'un bateau est réputé porter malheur,.